# ミシェル・アウン

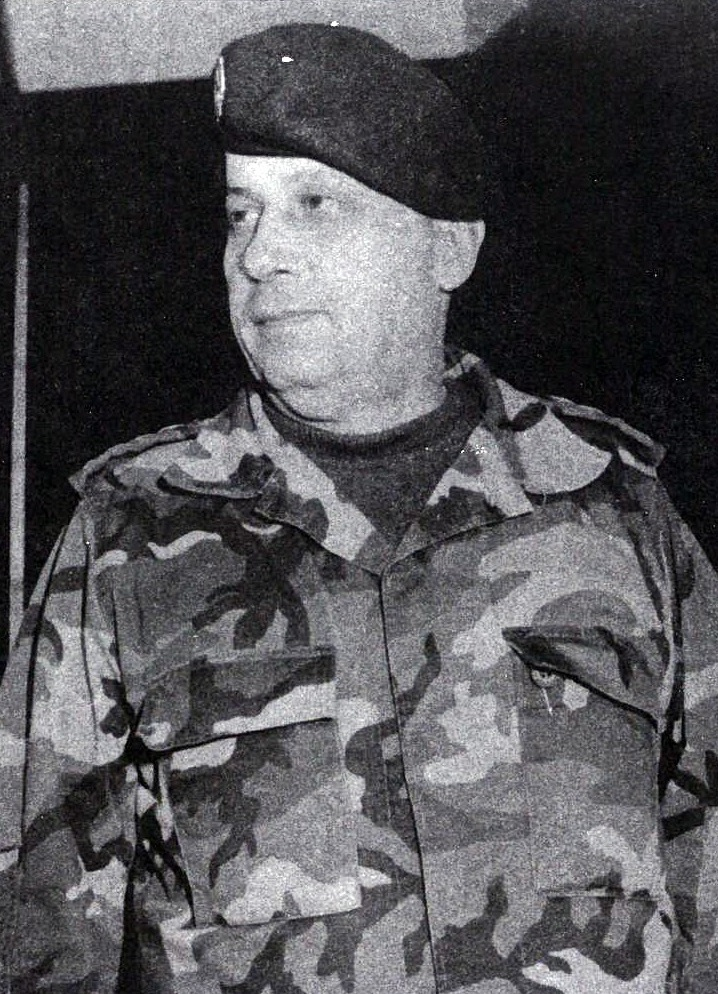
首相代行就任時（1988年）

ミシェル・ナイーム・アウン（アラビア語: ميشال نعيم عون, ラテン文字転写: Michel Naim Aoun, 1933年9月30日 - ）は、レバノンの政治家。同国第12代大統領。自由愛国運動（FPM）の設立者で、マロン派キリスト教徒。

## 略歴
もとはレバノン陸軍の軍人で、1984年にレバノン軍総司令官に就任した。レバノン内戦下の1988年、退任するアミーン・ジュマイエル大統領から首相に指名され、1990年まで在任した。首相は伝統的にスンナ派の人物が就任するポストであったことから、この人事は一部で反発を呼んだ。そのため、スンナ派のサリーム・アル＝フッスも引き続き首相を名乗り、レバノンに2人の首相が居並ぶ事態となった。
1989年3月14日、イラクのサッダーム・フセイン政権の支援を受けてアウンは、レバノンの広範囲を占領下に置いていたシリア軍から、祖国を取り戻す「解放戦争」を布告した。しかし、1990年10月13日、シリア軍にバーブダの大統領宮殿を含む自らの拠点を攻撃され、軍民あわせて数百人の死者を出した。アウンはベイルートのフランス大使館に亡命を申請し、2005年までの15年間をフランスで過ごした。
シリア軍のレバノン撤退からわずか11日後の2005年5月7日、レバノンに帰国を果たした。2006年には自由愛国運動代表としてヒズボラとの了解覚書に署名し、同盟関係を結んだ。2009年には、かつて戦火を交えたシリアを訪問した。
帰国後は国会議員となり、自由愛国運動などから構成される会派「改革と変革ブロック」の代表を務めた。2016年10月31日、サミール・ジャアジャアやスレイマン・フランジェ、アンリ・エルーといった他の候補者をおさえて、国会で大統領に選出された。